# 海上自衛隊幹部候補生学校

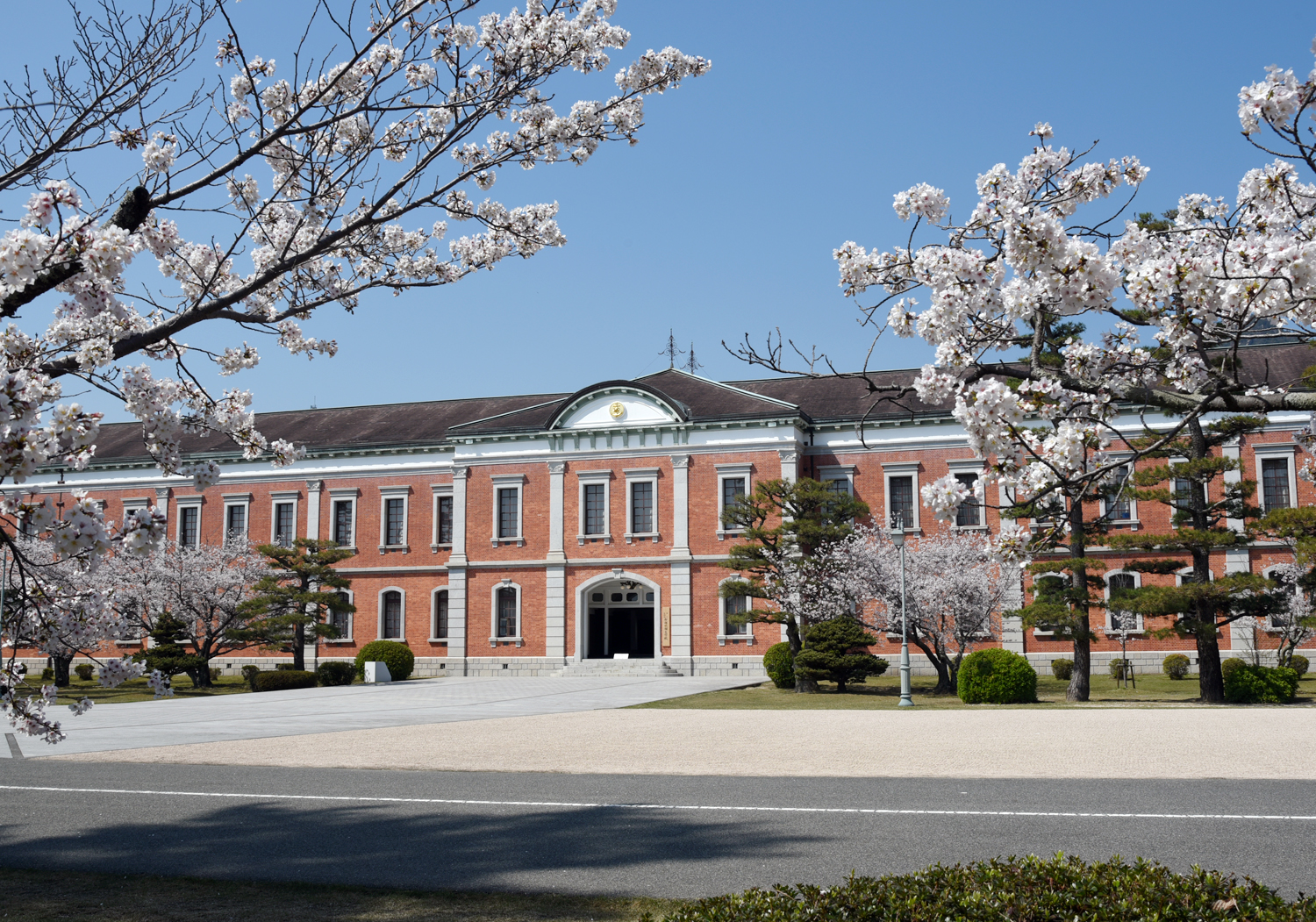
海上自衛隊幹部候補生学校

海上自衛隊幹部候補生学校（かいじょうじえいたいかんぶこうほせいがっこう、JMSDF Officer Candidate School）は、海上自衛隊の幹部自衛官を養成する教育機関である。各国海軍の兵学校に相当するものであり、初級幹部としての職務の遂行に必要な知識および技能を修得させるための教育訓練を行う。所在地は江田島地区（広島県江田島市江田島町国有無番地）。
大日本帝国海軍の将校たる士官の養成を目的とした教育機関であった海軍兵学校の主要施設を海上自衛隊第1術科学校とともに継承使用している。
所在地である江田島（えたじま）や学校庁舎から赤レンガ（あかレンガ）の通称で呼ばれる。

## 概要

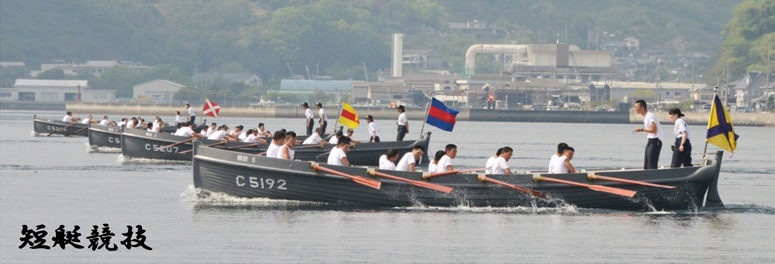
短艇競技

約150名の一般幹部候補生（防衛大学校卒業「I課程」者が半数と一般大学「II課程」等卒業者が半数）、航空学生出身の飛行幹部候補生、海上自衛隊の部隊等で勤務している海曹の中から選抜された一般幹部候補生（部内）、准海尉・海曹長の中から選抜された幹部予定者、防衛医科大学校及び一般の医科歯科大学の出身者からなる医科歯科看護幹部候補生等の教育を行っている。教育期間は、課程により異なり、一般幹部候補生課程は1年間（部内出身者は8カ月）、医科歯科看護幹部候補生課程は約2か月間である。卒業後、3等海尉（大学院卒及び医科歯科幹部候補生は2等海尉）に任官する。一般幹部候補生（I課程およびII課程）をA幹、一般幹部候補生（部内）をB幹、幹部予定者をC幹と呼ぶ。
海軍兵学校の生徒館を校舎の一部として使用しているほか、分隊対抗のカッター競技である「総短艇」の実施など海軍兵学校の伝統が継承されているといわれている。また、一般幹部候補生課程は旧海軍における反省を踏まえ、同期間の連携を重視すべく防衛大学校出身者（I課程15名）と一般大学等出身者（II課程15名）とを混合した分隊を構成。なお、一般教務についてはI課程、II課程別々に実施している。。
アメリカ海軍からも連絡官（2025年時点では海軍少佐）が派遣されている。

## 沿革
- 1953年（昭和28年）

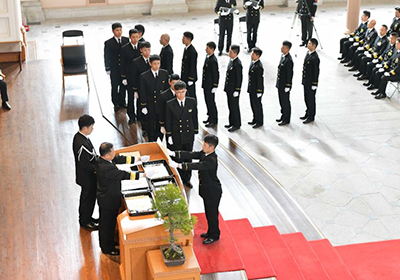
卒業式

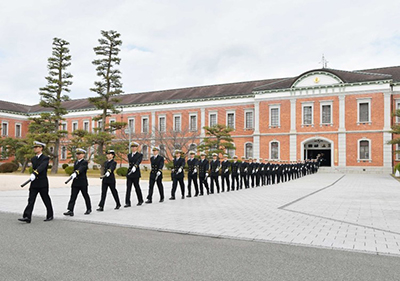
卒業行進

  - 6月1日：第1期幹部候補生教育が警備隊横須賀地方総監部（田浦港町の旧海軍水雷学校跡地（現・第2術科学校））において開始。
  - 9月16日：同所に警備隊術科学校が新設され、幹部候補生教育も同校に移管。
- 1954年（昭和29年）7月1日：海上自衛隊が発足し、警備隊術科学校が海上自衛隊術科学校に改称。
- 1956年（昭和31年）
  - 1月16日：海上自衛隊術科学校が江田島に移転。
  - 3月：幹部候補生教育は、海上自衛隊術科学校（江田島）に移管。
- 1957年（昭和32年）5月10日：海上自衛隊幹部候補生学校が設立。
- 1958年（昭和33年）
  - 2月1日：第1・第2学生隊が新設。
  - 8月23日：幹部予定者課程教育が開始。
- 1959年（昭和34年）8月1日：学生隊本部（学生隊幹事）が新設。
- 1960年（昭和35年）
  - 2月1日：教育部が新設。
  - 8月13日：操縦幹部候補生講習が開始。
  - 8月16日：公募幹部課程教育が開始。
- 1962年（昭和37年）1月9日：操縦幹部候補生課程教育が開始。
- 1965年（昭和40年）3月25日：学校長が「海将補」から「海将」に改まる。
- 1967年（昭和42年）7月5日：一般幹部候補生（部内課程）教育が開始。
- 1968年（昭和43年）10月1日：副校長が新設。
- 1969年（昭和44年）10月4日：操縦幹部候補生課程が飛行幹部候補生課程に改称。
- 1972年（昭和47年）7月6日：第3学生隊が新設。
- 1976年（昭和51年）4月6日：一般幹部候補生（婦人課程）教育が開始。
- 1980年（昭和55年）4月18日：医科歯科幹部候補生課程教育が開始。
- 1987年（昭和62年）5月21日：学校長が「海将」から「海将補」に改まる。
- 1996年（平成08年）5月11日：教官室に主任教官が4人置かれる。
- 2018年（平成30年）4月2日：医科歯科看護幹部候補生課程教育が開始[5]。

## 組織編成
- 総務課

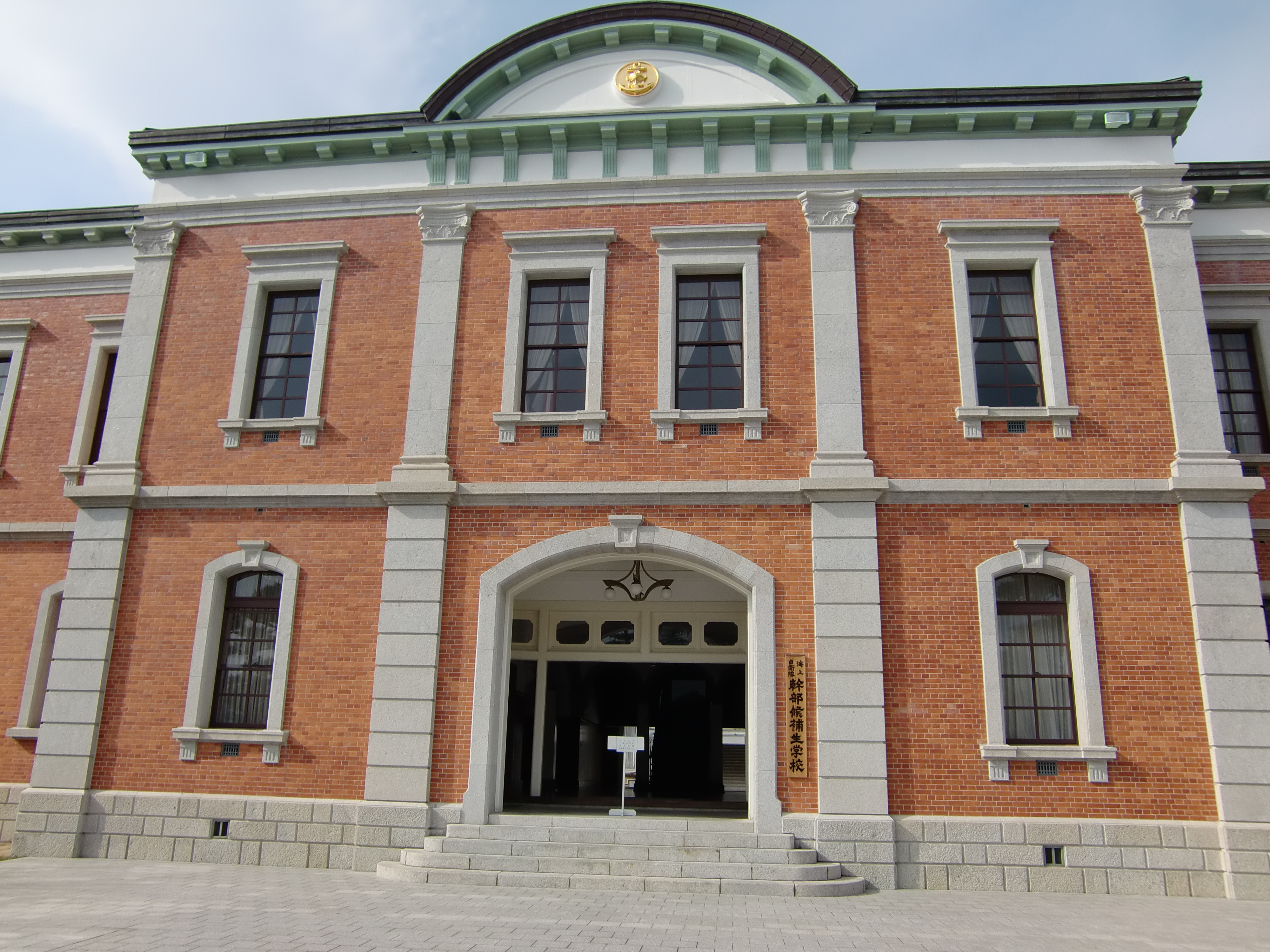
海上自衛隊幹部候補生学校庁舎正面出入口。
学生は、総短艇訓練実施時、週番学生勤務時および卒業式においてのみ、この正面出入口を通ることができる。それ以外は東西両端の通用口を使用する。

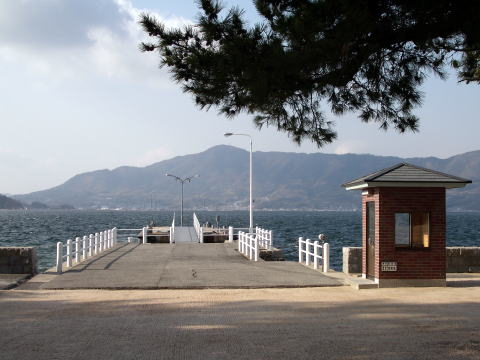
表桟橋

- 教育部（教育部長は学生隊長を兼務する場合がある）
  - 教務課
  - 教官室[注 1]
    - 普通学科[注 2]
    - 統率科
    - 砲雷科
    - 運用科
    - 航海船務科
    - 機関科
    - 経理補給科
    - 航空科
    - 技術科
    - 体育科
- 学生隊
  - 学生隊本部
  - 第1学生隊
  - 第2学生隊（第2学生隊長は第3学生隊長を兼務）
  - 第3学生隊
- 主任教官（4人）[注 3]
- 学校教官[注 3]
- 米海軍連絡官（米国海軍連絡官は普通学科教官（英語、米海軍事情）を兼務）

## 主要幹部
| 官職名                     | 階級    | 氏名       | 補職発令日     | 前職                                                                    |
| -------------------------- | ------- | ---------- | -------------- | ----------------------------------------------------------------------- |
| 海上自衛隊幹部候補生学校長 | 海将補  | 西山高広   | 2024年12月20日 | 練習艦隊司令官                                                          |
| 副校長                     | 1等海佐 | 髙岩俊弘   | 2023年12月18日 | 掃海隊群司令部幕僚長                                                    |
| 教育部長 兼 主任教官       | 1等海佐 | 北島久仁彦 | 2024年08月19日 | 海上自衛隊第1術科学校総務部長                                           |
| 学生隊長                   | 1等海佐 | 靍田耕平   | 2024年06月03日 | 海上幕僚監部防衛部装備体系課勤務 →2024.5.1 海上自衛隊幹部候補生学校勤務 |

| 代 | 氏名                | 在職期間              | 出身校・期              | 前職                                                        | 後職                                                       | 備考                                |
| -- | ------------------- | --------------------- | ----------------------- | ----------------------------------------------------------- | ---------------------------------------------------------- | ----------------------------------- |
| 01 | 魚住順治            | 1957.5.10 1958.1.15   | 海機37期・ 海大機関学生 | 海上幕僚監部技術部附神戸駐在 →1957.3.1 海上自衛隊術科学校付 | 海上自衛隊術科学校横須賀分校長                             |                                     |
| 02 | 杉江一三            | 1958.1.16 1959.3.31   | 海兵56期・ 海大37期     | 自衛艦隊幕僚長 兼 第1護衛隊群幕僚                           | 自衛艦隊司令部附 →1959.7.1 第1護衛隊群司令                 |                                     |
| 03 | 續 平               | 1959.4.1 1960.8.31    | 海機40期・ 海大機関学生 | 海上幕僚監部総務部総務課長 →1959.3.17 幹部候補生学校附      | 海上自衛隊第2術科学校長                                    | 就任時1等海佐 1959.8.1 海将補昇任   |
| 04 | 佐藤文雄            | 1960.9.1 1962.1.15    | 海兵59期                | 海上自衛隊幹部学校副校長                                    | 第2護衛隊群司令                                            | 就任時1等海佐 1961.12.31 海将補昇任 |
| 05 | 瀧川孝司            | 1962.1.16 1962.9.30   | 海兵59期                | 第2護衛隊群司令                                             | 練習艦隊司令官                                             |                                     |
| 06 | 市來崎秀丸          | 1962.10.1 1964.1.15   | 海兵58期                | 海上幕僚監部調査部長 →1962.7.1 海上自衛隊幹部学校付         | 海上自衛隊第1術科学校長専任 ※1963.7.1から第1術科学校長兼任 |                                     |
| 07 | 佐藤文雄            | 1964.1.16 1964.12.15  | 海兵59期                | 第2護衛隊群司令                                             | 大湊地方総監                                               | 再任                                |
| 08 | 岡本晴年            | 1964.12.16 1965.12.15 | 海兵60期                | 教育航空集団司令                                            | 航空集団司令官                                             | 1965.7.1 海将昇任                   |
| 09 | 伍賀守雄            | 1965.12.16 1966.4.29  | 海兵61期                | 練習艦隊司令官 →1965.11.16 自衛艦隊司令部付                 | 海上幕僚副長                                               | 1966.1.1 海将昇任                   |
| 10 | 富田敏彦 （海将）   | 1966.4.30 1966.6.30   | 海兵59期                | 海上自衛隊第1術科学校長専任                                 | 兼補解除                                                   |                                     |
| 11 | 堀江文彦            | 1966.7.1 1968.3.31    | 海機42期                | 統合幕僚会議事務局 第4幕僚室長                              | 舞鶴地方総監                                               | 1967.1.1 海将昇任                   |
| 12 | 筑土龍男            | 1968.4.1 1968.12.30   | 海兵63期                | 統合幕僚会議事務局 第5幕僚室長                              | 呉地方総監                                                 |                                     |
| 13 | 大川秀四郎          | 1968.12.31 1969.12.31 | 海兵64期                | 練習艦隊司令官 →1968.11.16 呉地方総監部付                   | 海上自衛隊第1術科学校長                                    | 1969.7.1 海将昇任                   |
| 14 | 本村哲郎 （海将）   | 1970.1.1 1972.3.15    | 海兵65期                | 練習艦隊司令官 →1969.12.1 呉地方総監部付                    | 海上幕僚副長                                               |                                     |
| 15 | 今井梅一 （海将）   | 1972.3.16 1973.6.30   | 海兵67期                | 練習艦隊司令官 →1971.12.16 海上幕僚監部付                   | 舞鶴地方総監                                               |                                     |
| 16 | 石榑信敏 （海将）   | 1973.7.1 1974.12.4    | 海兵68期                | 練習艦隊司令官 →1972.12.16 海上幕僚監部付                   | 舞鶴地方総監                                               |                                     |
| 17 | 香取頴男            | 1974.12.5 1976.11.30  | 海兵70期                | 海上幕僚監部調査部長                                        | 呉地方総監                                                 | 1975.3.17 海将昇任                  |
| 18 | 小松崎正道 （海将） | 1976.12.1 1978.3.15   | 海兵72期                | 海上幕僚監部調査部長                                        | 呉地方総監                                                 |                                     |
| 19 | 松井 操 （海将）    | 1978.3.16 1979.3.21   | 海兵73期                | 海上幕僚監部監察官                                          | 大湊地方総監                                               |                                     |
| 20 | 中川英二 （海将）   | 1979.3.22 1980.10.6   | 海機54期                | 調達実施本部副本部長 （調達管理第一担当）                   | 退職                                                       |                                     |
| 21 | 藤川常夫 （海将）   | 1980.10.7 1981.6.30   | 海兵75期                | 海上幕僚監部調査部長                                        | 潜水艦隊司令官                                             |                                     |
| 22 | 田村 豊 （海将）    | 1981.7.1 1982.6.30    | 海兵75期                | 在米大使館参事官 兼 海将補 →1981.5.29 海上幕僚監部付        | 海上自衛隊幹部学校長                                       |                                     |
| 23 | 佐藤英夫 （海将）   | 1982.7.1 1983.12.19   | 海兵76期                | 海上幕僚監部総務部長 →1982.1.11 海上幕僚監部付              | 呉地方総監                                                 |                                     |
| 24 | 岡田 憲             | 1983.12.20 1984.12.16 | 海保大1期・ 4期幹候     | 練習艦隊司令官                                              | 舞鶴地方総監                                               | 1984.5.7 海将昇任                   |
| 25 | 鈴木 眞             | 1984.12.17 1987.3.26  | 日大・ 2期幹候          | 横須賀地方総監部幕僚長                                      | 退職                                                       | 1985.7.1 海将昇任                   |
| 26 | 伊藤達二            | 1987.3.27 1988.7.6    | 防大2期                 | 第1航空群司令                                               | 海上自衛隊幹部学校長                                       |                                     |
| 27 | 手塚正水            | 1988.7.7 1989.8.30    | 防大3期                 | 第1護衛隊群司令 →1988.3.16 海上幕僚監部付                   | 舞鶴地方総監                                               |                                     |
| 28 | 佐々木邦秀          | 1989.8.31 1990.7.8    | 防大3期                 | 第21航空群司令                                              | 退職                                                       |                                     |
| 29 | 内田 徹             | 1990.7.9 1993.3.31    | 防大4期                 | 海上幕僚監部監理部長                                        | 退職                                                       |                                     |
| 30 | 松村清人            | 1993.4.1 1995.3.22    | 防大6期                 | 第1航空群司令                                               | 退職                                                       |                                     |
| 31 | 功刀正文            | 1995.3.23 1997.3.22   | 防大9期                 | 第21航空群司令                                              | 横須賀地方総監部幕僚長                                     |                                     |
| 32 | 勝山 拓             | 1997.3.23 1999.3.28   | 防大12期                | 練習艦隊司令官                                              | 海上幕僚監部装備部長                                       |                                     |
| 33 | 尾崎通夫            | 1999.3.29 2001.1.10   | 防大13期                | 海上自衛隊幹部学校副校長                                    | 大湊地方総監                                               |                                     |
| 34 | 半田謙次郎          | 2001.1.11 2002.3.21   | 防大17期                | 第5航空群司令                                               | 海上幕僚監部人事教育部長                                   |                                     |
| 35 | 保井信治            | 2002.3.22 2004.8.29   | 防大16期                | 練習艦隊司令官 →2001.12.3 海上幕僚監部付                    | 護衛艦隊司令官                                             |                                     |
| 36 | 松岡貞義            | 2004.8.30 2006.3.26   | 防大18期                | 第31航空群司令                                              | 大湊地方総監                                               |                                     |
| 37 | 柴田雅裕            | 2006.3.27 2007.7.3    | 名工大・ 27期幹候       | 練習艦隊司令官 →2005.12.5 海上幕僚監部付                    | 掃海隊群司令                                               |                                     |
| 38 | 宮﨑行隆            | 2007.7.4 2009.1.29    | 防大20期                | 第3護衛隊群司令                                             | 海上自衛隊第1術科学校長                                    |                                     |
| 39 | 野井健治            | 2009.1.30 2010.3.29   | 防大20期                | 第5航空群司令                                               | 退職                                                       |                                     |
| 40 | 堂下哲郎            | 2010.3.30 2011.8.4    | 防大26期                | 第3護衛隊群司令                                             | 防衛監察本部監察官                                         |                                     |
| 41 | 坂田竜三            | 2011.8.5 2012.7.25    | 防大26期                | 統合幕僚監部指揮通信システム部長                            | 横須賀地方総監部幕僚長                                     |                                     |
| 42 | 池 太郎             | 2012.7.26 2014.12.14  | 防大27期                | 舞鶴地方総監部幕僚長                                        | 教育航空集団司令官                                         |                                     |
| 43 | 杉本孝幸            | 2014.12.15 2016.3.22  | 防大29期                | 防衛監察本部監察官                                          | 横須賀地方総監部幕僚長                                     |                                     |
| 44 | 真殿知彦            | 2016.3.23 2017.8.7    | 防大33期                | 第2航空群司令                                               | 統合幕僚監部防衛計画部副部長                               |                                     |
| 45 | 齋藤 聡             | 2017.8.8 2018.7.31    | 防大33期                | 護衛艦隊司令部幕僚長                                        | 海上幕僚監部防衛部長                                       |                                     |
| 46 | 南 孝宜             | 2018.8.1 2019.8.22    | 防大29期                | 防衛監察本部監察官                                          | 退職                                                       |                                     |
| 47 | 大判英之            | 2019.8.23 2020.12.21  | 防大30期                | 第2護衛隊群司令                                             | 退職                                                       |                                     |
| 48 | 八木浩二            | 2020.12.22 2021.12.21 | 防大35期                | 練習艦隊司令官                                              | 自衛艦隊司令部幕僚長                                       |                                     |
| 49 | 梶元大介            | 2021.12.22 2022.12.22 | 防大32期                | 海上幕僚監部総務部長                                        | 海上自衛隊第1術科学校長                                    |                                     |
| 50 | 近藤奈津枝          | 2022.12.23 2023.12.21 | 山口大・ 40期幹候       | 海上自衛隊第4術科学校長                                     | 大湊地方総監                                               |                                     |
| 51 | 渡邉 浩             | 2023.12.22 2024.12.19 | 防大34期                | 開発隊群司令                                                | 練習艦隊司令官                                             |                                     |
| 52 | 西山高広            | 2024.12.20            | 防大39期                | 練習艦隊司令官                                              |                                                            |                                     |